# Île Samalga
L'île Samalga (en aléoute : Samalĝa ; en russe : Самалга)  est une île du groupe des Îles Fox appartenant aux îles Aléoutiennes en Alaska (États-Unis).
L'île est longue de 8,6 km et a une superficie de 4,12 km2. Elle se situe au sud-ouest de l'île Umnak.